# فران هوک
فران هوک (انگلیسی: Fran Huck؛ زادهٔ ۴ دسامبر ۱۹۴۵) بازیکن هاکی روی یخ اهل کانادا است.
از باشگاه‌هایی که در آن بازی کرده‌است می‌توان به مونترآل کانادینز اشاره کرد.